# Garnison de Pansio
La garnison de Pansio (en finnois : Pansion varuskunta) est une garnison des forces maritimes finlandaises située dans le quartier de Pansio de Turku en Finlande.

## Présentation
la garnison abrite une partie de la marine côtière ainsi que les activités de formation de l'académie navale.
Dans le passé, la garnison a accueilli, entre-autres, le commandement de la défense maritime de l'archipel, des activités expérimentales de l'Institut de recherche navale  l'entrepôt central des forces navales et le centre de maintenance de Turku.
L'autre garnison navale principale est la garnison d'Upinniemi.